# Winselburg

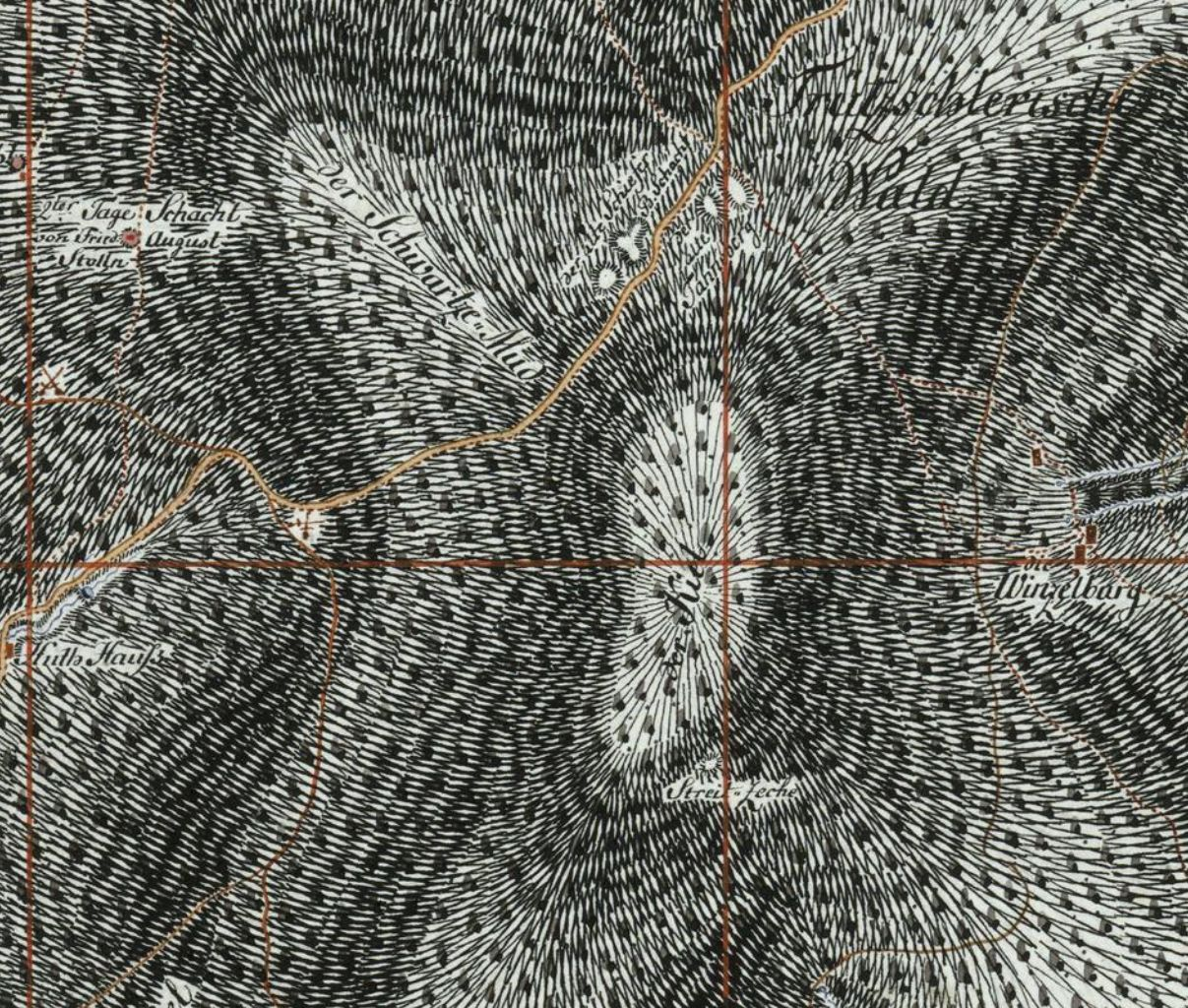
Die „Winzelburg“ nördlich des Kiel (hier rechts; die historische Karte aus dem 18. Jahrhundert ist nicht nordweisend)

Mit Winselburg (vogtländisch Winslburch) wird eine Häusergruppe der Klingenthaler Ortschaft Mühlleithen bezeichnet.
Winselburg liegt westlich von Mühlleithen und östlich von Schneckenstein auf einem Bergrücken nördlich des Kiels auf knapp über 900 m Höhe. Das einzelne Waldhaus ist spätestens 1791 ersterwähnt und gehörte damals zum Rittergut Falkenstein.
| Jahr          | 1834            | 1871 | 1875            | 1890 |
| ------------- | --------------- | ---- | --------------- | ---- |
| Einwohnerzahl | 21 in 4 Häusern | 35   | 46 in 4 Häusern | 51   |

## Weblink
Winselburg im Historischen Ortsverzeichnis von Sachsen

## Belege
1. ↑  Winselburg – HOV | ISGV. Abgerufen am 12. Februar 2023.
2. ↑  Generalübersicht sämmtlicher Ortschaften des Königreichs Sachsen nach der neuen Organisation der Behörden mit Angabe ihrer Einwohner- und Häuserzahl am 1. December 1871 S. 32
3. ↑  Alphabetisches Taschenbuch sämmtlicher im Königreiche Sachsen belegenen Ortschaften und der besonders benannten Wohnplätze S. 245